# Mapo (metropolitana di Seul)
Mapo (마포역 - 麻浦驛, Mapo-yeok ) è una stazione della metropolitana di Seul della linea 5 della metropolitana di Seul. La stazione si trova nel quartiere di Mapo-gu, a est rispetto al centro di Seul.

## Linee
SMRT
● Linea 5 (Codice: 528)

## Struttura
La stazione possiede una banchina a isola con porte di banchina a protezione dei due binari passanti.
| Direzione Sangil-dong/Macheon | ● Linea 5 | per Gongdeok, Jongno 3-ga, Wangsimni, Sangil-dong e Macheon |
| Direzione Banghwa             | ● Linea 5 | per Yeouido, Gimpo Aeroporto e Banghwa                      |

## Stazioni adiacenti
| «         | Servizio | »        |
| Linea 5   | Linea 5  | Linea 5  |
| --------- | -------- | -------- |
| Yeouinaru | -        | Gongdeok |